# Procladius floralis
Procladius floralis är en tvåvingeart som beskrevs av Jean-Jacques Kieffer 1915. Procladius floralis ingår i släktet Procladius och familjen fjädermyggor. Inga underarter finns listade i Catalogue of Life.